# رايد لندن الكلاسيكي 2023
رايد لندن الكلاسيكي 2023 (بالإنجليزية: 2023 RideLondon Classique)‏ هو سباق دراجات هوائية، وهو الموسم العاشر من رايد لندن الكلاسيكي ‏، وأقيم خلال الفترة من 26 مايو 2023، وحتى 28 مايو 2023، وشارك فيه  109 متسابقاً ووصل إلى نهايته  91 متسابقاً.
فاز بالمركز الأول وفي ترتيب النقاط Charlotte Kool ‏، وفاز بالمركز الثاني كلو ديجيرت، وفاز بالمركز الثالث ليزي ديجنان، وتصدر تصنيف طواف العالم ديمي فوليرينغ، وفاز في ترتيب الفرق 2023 Jumbo-Visma Women ‏، وفاز في تصنيف الجبال Hanna Johansson (cyclist) ‏، وفاز في ترتيب النقاط للشباب Eleonora Gasparrini ‏.

## الفرق
| فرق سيدات عالمية (9)- كانيون–إس آر إيه إم ريسينغ 2023 ‏ - فريق سنويب للسيدات ‏ - FDJ–Suez ‏ - فريق كوجياس ميتلر لوك برو للدراجات ‏ - جامبو فيسما للسيدات ‏ - ليف ريسينغ ‏ - Lidl–Trek (women's team) ‏ - يو أي أيه تيم 2023 ‏ - فريق أونو إكس برو للدراجات للسيدات 2023 ‏ فرق دراجات قارية سيدات (10)- أيول أوشيه ‏ - بيبينك ‏ - Ceratizit Pro Cycling ‏ - Cofidis Women Team ‏ - تيم كوب هايتك بوردكتس ‏ - كامز-تيفوسي ‏ - دروبز ‏ - باركهوتل فالكنبورغ 2023 ‏ - St. Michel–Preference Home–Auber93 (women's team) ‏ - Torelli (cycling team) ‏ |  |
| |  |

## المراحل
| قائمة المراحل | قائمة المراحل | قائمة المراحل            | قائمة المراحل | قائمة المراحل | قائمة المراحل   | قائمة المراحل   |
| المرحلة       | التاريخ       | الدورة                   |               | المسافة (كم)  | الفائز بالمرحلة | القائد العام    |
| ------------- | ------------- | ------------------------ | ------------- | ------------- | --------------- | --------------- |
| المرحلة 1     | 26 مايو       | سافرون والدن ‏ – كولشيستر | مرحلة التلال  | 149٫7         | Charlotte Kool ‏ | Charlotte Kool ‏ |
| المرحلة 2     | 27 مايو       | Maldon ‏ – Maldon ‏        | مرحلة التلال  | 133٫1         | كلو ديجيرت      | Charlotte Kool ‏ |
| المرحلة 3     | 28 مايو       | لندن – لندن              | مرحلة مستوية  | 91٫2          | Charlotte Kool ‏ | Charlotte Kool ‏ |

## النتيجة

### مرحلة 1
هي مرحلة جبلية، أقيمت في 26 مايو 2023، وامتدّت لمسافة 149.7 كيلومتر. فاز بالمركز الأول، وتصدر الترتيب العام في نهاية المرحلة Charlotte Kool ‏، وتصدر ترتيب النقاط للشباب Eleonora Gasparrini ‏، وتصدر ترتيب الفرق كانيون–إس آر إيه إم ريسينغ 2023 ‏، وتصدر ترتيب التسلق Hanna Johansson (cyclist) ‏.
| التصنيف العام | التصنيف العام        | التصنيف العام             | التصنيف العام | التصنيف العام |
| المتسابقة     | المتسابقة            | الفريق                    | الوقت         |               |
| ------------- | -------------------- | ------------------------- | ------------- | ------------- |
| 1             | Charlotte Kool ‏      | فريق سنويب للسيدات ‏       | 3 س 56 د 23 ث |               |
| 2             | Clara Copponi ‏       | FDJ–Suez ‏                 | + 6 ث         |               |
| 3             | Lizzie Deignan       | Lidl–Trek (women's team) ‏ | + 8 ث         |               |
| 4             | Eleonora Gasparrini ‏ | يو أي أيه تيم ‏            | + 11 ث        |               |
| 5             | Maike van der Duin ‏  | كانيون–إس آر إيه إم ‏      | + 12 ث        |               |
| 6             | Teuntje Beekhuis ‏    | جامبو فيسما للسيدات ‏      | + 12 ث        |               |
| 7             | Cédrine Kerbaol ‏     | Ceratizit Pro Cycling ‏    | + 12 ث        |               |
| 8             | Noemi Rüegg ‏         | جامبو فيسما للسيدات ‏      | + 12 ث        |               |
| 9             | ثاليتا دي جونج       | ليف ريسينغ ‏               | + 12 ث        |               |
| 10            | فايفر جورجي          | فريق سنويب للسيدات ‏       | + 12 ث        |               |
|               |                      |                           |               |               |
|               |                      |                           |               |               |

### مرحلة 2
هي مرحلة جبلية، أقيمت في 27 مايو 2023، وامتدّت لمسافة 133.1 كيلومتر. فاز بالمركز الأول كلو ديجيرت، وتصدر ترتيب النقاط للشباب Eleonora Gasparrini ‏، وتصدر الترتيب العام في نهاية المرحلة Charlotte Kool ‏، وتصدر ترتيب الفرق كانيون–إس آر إيه إم ريسينغ 2023 ‏، وتصدر ترتيب التسلق Hanna Johansson (cyclist) ‏.
| التصنيف العام | التصنيف العام        | التصنيف العام             | التصنيف العام | التصنيف العام |
| المتسابقة     | المتسابقة            | الفريق                    | الوقت         |               |
| ------------- | -------------------- | ------------------------- | ------------- | ------------- |
| 1             | Charlotte Kool ‏      | فريق سنويب للسيدات ‏       | 7 س 22 د 53 ث |               |
| 2             | Lizzie Deignan       | Lidl–Trek (women's team) ‏ | + 5 ث         |               |
| 3             | كلو ديجيرت           | كانيون–إس آر إيه إم ‏      | + 10 ث        |               |
| 4             | Eleonora Gasparrini ‏ | يو أي أيه تيم ‏            | + 14 ث        |               |
| 5             | Cédrine Kerbaol ‏     | Ceratizit Pro Cycling ‏    | + 15 ث        |               |
| 6             | Teuntje Beekhuis ‏    | جامبو فيسما للسيدات ‏      | + 15 ث        |               |
| 7             | فايفر جورجي          | فريق سنويب للسيدات ‏       | + 15 ث        |               |
| 8             | Noemi Rüegg ‏         | جامبو فيسما للسيدات ‏      | + 15 ث        |               |
| 9             | ثريا بالادين         | كانيون–إس آر إيه إم ‏      | + 26 ث        |               |
| 10            | Lauretta Hanson ‏     | Lidl–Trek (women's team) ‏ | + 28 ث        |               |
|               |                      |                           |               |               |
|               |                      |                           |               |               |

### مرحلة 3
هي مرحلة مستوية، أقيمت في 28 مايو 2023، وامتدّت لمسافة 91.2 كيلومتر. فاز بالمركز الأول، وتصدر الترتيب العام في نهاية المرحلة Charlotte Kool ‏، وتصدر ترتيب النقاط للشباب Eleonora Gasparrini ‏، وتصدر ترتيب الفرق 2023 Jumbo-Visma Women ‏، وتصدر ترتيب التسلق Hanna Johansson (cyclist) ‏.
| التصنيف العام | التصنيف العام        | التصنيف العام             | التصنيف العام | التصنيف العام |
| المتسابقة     | المتسابقة            | الفريق                    | الوقت         |               |
| ------------- | -------------------- | ------------------------- | ------------- | ------------- |
| 1             | Charlotte Kool ‏      | فريق سنويب للسيدات ‏       | 9 س 34 د 41 ث |               |
| 2             | كلو ديجيرت           | كانيون–إس آر إيه إم ‏      | + 11 ث        |               |
| 3             | Lizzie Deignan       | Lidl–Trek (women's team) ‏ | + 15 ث        |               |
| 4             | Eleonora Gasparrini ‏ | يو أي أيه تيم ‏            | + 22 ث        |               |
| 5             | فايفر جورجي          | فريق سنويب للسيدات ‏       | + 24 ث        |               |
| 6             | Cédrine Kerbaol ‏     | Ceratizit Pro Cycling ‏    | + 25 ث        |               |
| 7             | Teuntje Beekhuis ‏    | جامبو فيسما للسيدات ‏      | + 25 ث        |               |
| 8             | Noemi Rüegg ‏         | جامبو فيسما للسيدات ‏      | + 25 ث        |               |
| 9             | ثريا بالادين         | كانيون–إس آر إيه إم ‏      | + 36 ث        |               |
| 10            | Lauretta Hanson ‏     | Lidl–Trek (women's team) ‏ | + 38 ث        |               |
|               |                      |                           |               |               |
|               |                      |                           |               |               |

## المشاركون
| كانيون–إس آر إيه إم ‏ CSR | كانيون–إس آر إيه إم ‏ CSR | كانيون–إس آر إيه إم ‏ CSR |
| ------------------------ | ------------------------ | ------------------------ |
| م                        | عداء                     | مرتبة                    |
| 1                        | Alex Morrice ‏            | 57                       |
| 2                        | كلو ديجيرت               | 2                        |
| 3                        | ثريا بالادين             | 9                        |
| 4                        | سارة روي                 | 53                       |
| 5                        | Alice Towers ‏ (طريق)     | 38                       |
| 6                        | Maike van der Duin ‏      | 22                       |

| FDJ–Suez ‏ FST | FDJ–Suez ‏ FST      | FDJ–Suez ‏ FST    |
| ------------- | ------------------ | ---------------- |
| م             | عداء               | مرتبة            |
| 11            | أوجيني دوفال       | 15               |
| 12            | إميليا فهلين       | 31               |
| 13            | Clara Copponi ‏     | 25               |
| 14            | Maëlle Grossetête ‏ | لم يكمل السباق-3 |
| 16            | غلاديس فيرهلست ‏    | لم يكمل السباق-1 |

| فريق كوجياس ميتلر لوك برو للدراجات ‏ CGS | فريق كوجياس ميتلر لوك برو للدراجات ‏ CGS | فريق كوجياس ميتلر لوك برو للدراجات ‏ CGS |
| --------------------------------------- | --------------------------------------- | --------------------------------------- |
| م                                       | عداء                                    | مرتبة                                   |
| 21                                      | Hannah Buch ‏                            | 72                                      |
| 22                                      | Fien Delbaere ‏                          | لم يكمل السباق-1                        |
| 23                                      | Maggie Coles-Lyster ‏ (طريق)             | 29                                      |
| 24                                      | كارولين باور (طريق)                     | 66                                      |
| 25                                      | Sofia Collinelli ‏                       | 47                                      |

| ليف ريسينغ ‏ LIV | ليف ريسينغ ‏ LIV   | ليف ريسينغ ‏ LIV  |
| --------------- | ----------------- | ---------------- |
| م               | عداء              | مرتبة            |
| 31              | Rachele Barbieri ‏ | 49               |
| 32              | إيفا بورمان       | 41               |
| 33              | Jeanne Korevaar ‏  | 58               |
| 34              | Silke Smulders ‏   | لم يكمل السباق-3 |
| 35              | ثاليتا دي جونج    | 23               |
| 36              | Katia Ragusa ‏     | 24               |

| فريق سنويب للسيدات ‏ DSM | فريق سنويب للسيدات ‏ DSM | فريق سنويب للسيدات ‏ DSM |
| ----------------------- | ----------------------- | ----------------------- |
| م                       | عداء                    | مرتبة                   |
| 51                      | Becky Storrie ‏          | لم يكمل السباق-1        |
| 52                      | فايفر جورجي             | 5                       |
| 53                      | Maeve Plouffe ‏          | 78                      |
| 54                      | Megan Jastrab ‏          | 71                      |
| 55                      | فرانشيسكا كوش ‏          | 62                      |
| 56                      | Charlotte Kool ‏         | 1                       |

| جامبو فيسما للسيدات ‏ TJV | جامبو فيسما للسيدات ‏ TJV | جامبو فيسما للسيدات ‏ TJV |
| ------------------------ | ------------------------ | ------------------------ |
| م                        | عداء                     | مرتبة                    |
| 61                       | Teuntje Beekhuis ‏        | 7                        |
| 63                       | آنا هندرسون              | 12                       |
| 64                       | Nienke Veenhoven ‏        | 81                       |
| 65                       | Noemi Rüegg ‏             | 8                        |
| 66                       | كارلين آختيريكته         | 20                       |

| Lidl–Trek (women's team) ‏ TFS | Lidl–Trek (women's team) ‏ TFS | Lidl–Trek (women's team) ‏ TFS |
| ----------------------------- | ----------------------------- | ----------------------------- |
| م                             | عداء                          | مرتبة                         |
| 71                            | Elynor Bäckstedt ‏             | 50                            |
| 72                            | إليسا بالسامو (طريق)          | لم يكمل السباق-1              |
| 73                            | لوسيندا براند                 | 21                            |
| 74                            | Lizzie Deignan                | 3                             |
| 75                            | Lauretta Hanson ‏              | 10                            |
| 76                            | ليزا كلاين                    | 39                            |

| يو أي أيه تيم ‏ UAD | يو أي أيه تيم ‏ UAD   | يو أي أيه تيم ‏ UAD |
| ------------------ | -------------------- | ------------------ |
| م                  | عداء                 | مرتبة              |
| 81                 | صوفيا بيرتيزولو      | لم يكمل السباق-2   |
| 82                 | كيارا كونسوني        | 43                 |
| 83                 | Laura Tomasi ‏        | 52                 |
| 84                 | Anna Trevisi ‏        | 54                 |
| 85                 | Karolina Kumięga ‏    | 36                 |
| 86                 | Eleonora Gasparrini ‏ | 4                  |

| فريق أونو إكس برو للدراجات للسيدات ‏ UXT | فريق أونو إكس برو للدراجات للسيدات ‏ UXT | فريق أونو إكس برو للدراجات للسيدات ‏ UXT |
| --------------------------------------- | --------------------------------------- | --------------------------------------- |
| م                                       | عداء                                    | مرتبة                                   |
| 91                                      | سوزان أندرسن                            | لم يكمل السباق-3                        |
| 92                                      | إلينور باركر                            | 27                                      |
| 93                                      | ماريا جوليا كونفالونيري                 | 35                                      |
| 94                                      | أمالي ديديريكسن                         | 44                                      |
| 95                                      | هانا بارنز                              | لم يكمل السباق-2                        |
| 96                                      | Amalie Lutro ‏                           | 70                                      |

| أيول أوشيه ‏ AWO | أيول أوشيه ‏ AWO          | أيول أوشيه ‏ AWO |
| --------------- | ------------------------ | --------------- |
| م               | عداء                     | مرتبة           |
| 101             | Jessica Finney ‏          | 55              |
| 102             | Cindy Pomares ‏           | 64              |
| 103             | Marine Guerin‏            | 79              |
| 104             | Francesca Morgans-Slader‏ | 89              |
| 105             | Connie Hayes‏             | 74              |
| 106             | Libby Smithson‏           | 73              |

| بيبينك ‏ BPK | بيبينك ‏ BPK         | بيبينك ‏ BPK |
| ----------- | ------------------- | ----------- |
| م           | عداء                | مرتبة       |
| 111         | Silvia Zanardi ‏     | 28          |
| 112         | Valentina Basilico ‏ | 32          |
| 113         | Giorgia Vettorello ‏ | 40          |
| 114         | Matilde Vitillo ‏    | 80          |
| 115         | Andrea Casagranda ‏  | 65          |
| 116         | Ziortza Isasi ‏      | 91          |

| Ceratizit Pro Cycling ‏ WNT | Ceratizit Pro Cycling ‏ WNT | Ceratizit Pro Cycling ‏ WNT |
| -------------------------- | -------------------------- | -------------------------- |
| م                          | عداء                       | مرتبة                      |
| 121                        | Laura Asencio ‏             | 45                         |
| 123                        | Arianna Fidanza ‏           | لم يكمل السباق-1           |
| 125                        | Cédrine Kerbaol ‏           | 6                          |
| 126                        | Lea Lin Teutenberg ‏        | 17                         |

| Cofidis Women Team ‏ COF | Cofidis Women Team ‏ COF  | Cofidis Women Team ‏ COF |
| ----------------------- | ------------------------ | ----------------------- |
| م                       | عداء                     | مرتبة                   |
| 131                     | Martina Alzini ‏          | 51                      |
| 132                     | Victoire Berteau ‏        | 11                      |
| 133                     | فالنتاين فورتين          | لم يكمل السباق-3        |
| 134                     | Flavie Boulais ‏          | 56                      |
| 135                     | Gabrielle Pilote Fortin ‏ | 68                      |
| 136                     | Josie Talbot ‏            | لم يكمل السباق-1        |

| كامز-تيفوسي ‏ DAS | كامز-تيفوسي ‏ DAS   | كامز-تيفوسي ‏ DAS |
| ---------------- | ------------------ | ---------------- |
| م                | عداء               | مرتبة            |
| 141              | Danielle Shrosbree‏ | 76               |
| 142              | Sophie Lewis ‏      | 85               |
| 143              | Monica Greenwood ‏  | 26               |
| 144              | Samantha Stuart‏    | 87               |
| 145              | Grace Lister ‏      | 42               |
| 146              | Emma Jeffers‏       | 84               |

| دروبز ‏ DRP | دروبز ‏ DRP                 | دروبز ‏ DRP       |
| ---------- | -------------------------- | ---------------- |
| م          | عداء                       | مرتبة            |
| 151        | Typhaine Laurance ‏         | 77               |
| 152        | Maddie Leech ‏              | 67               |
| 153        | Kate Richardson (cyclist) ‏ | لم يكمل السباق-1 |
| 154        | Kaja Rysz ‏                 | 16               |
| 155        | April Tacey ‏               | 30               |
| 156        | Eluned King ‏               | 88               |

| باركهوتل فالكنبورغ ‏ PHV | باركهوتل فالكنبورغ ‏ PHV | باركهوتل فالكنبورغ ‏ PHV |
| ----------------------- | ----------------------- | ----------------------- |
| م                       | عداء                    | مرتبة                   |
| 161                     | Marith Vanhove ‏         | 63                      |
| 162                     | كيرستي فان هافتن        | 18                      |
| 163                     | Sofie van Rooijen ‏      | 60                      |
| 164                     | Scarlett Souren ‏        | 75                      |
| 165                     | Lisa Van Helvoirt‏       | 90                      |
| 166                     | Nicole Frain ‏           | 46                      |

| St. Michel–Preference Home–Auber93 (women's team) ‏ AUB | St. Michel–Preference Home–Auber93 (women's team) ‏ AUB | St. Michel–Preference Home–Auber93 (women's team) ‏ AUB |
| ------------------------------------------------------ | ------------------------------------------------------ | ------------------------------------------------------ |
| م                                                      | عداء                                                   | مرتبة                                                  |
| 171                                                    | Alison Avoine ‏                                         | لم يكمل السباق-1                                       |
| 172                                                    | Simone Boilard ‏                                        | 13                                                     |
| 173                                                    | Célia Le Mouel ‏                                        | 48                                                     |
| 174                                                    | Coralie Demay ‏                                         | 19                                                     |
| 175                                                    | روكسان فورنييه                                         | 14                                                     |
| 176                                                    | Margot Pompanon ‏                                       | 59                                                     |

| تيم كوب هايتك بوردكتس ‏ HPU | تيم كوب هايتك بوردكتس ‏ HPU | تيم كوب هايتك بوردكتس ‏ HPU |
| -------------------------- | -------------------------- | -------------------------- |
| م                          | عداء                       | مرتبة                      |
| 181                        | جيسيكا روبرتس              | 61                         |
| 182                        | Josie Nelson ‏              | لم يكمل السباق-1           |
| 183                        | Sylvie Swinkels ‏           | 69                         |
| 184                        | Georgia Danford‏            | 86                         |
| 185                        | NOR                        | لم يكمل السباق-1           |
| 186                        | Lucie Jounier ‏             | 33                         |

| Torelli (cycling team) ‏ TOR | Torelli (cycling team) ‏ TOR | Torelli (cycling team) ‏ TOR |
| --------------------------- | --------------------------- | --------------------------- |
| م                           | عداء                        | مرتبة                       |
| 191                         | Hanna Johansson (cyclist) ‏  | 82                          |
| 192                         | Karolina Karasiewicz ‏       | 83                          |
| 193                         | Hayley Preen ‏               | 37                          |
| 194                         | Morven Yeoman‏               | لم يكمل السباق-2            |
| 195                         | Amalie Winther ‏             | لم يكمل السباق-3            |
| 196                         | Camilla Rånes Bye‏           | 34                          |

| كانيون–إس آر إيه إم ‏ CSR | كانيون–إس آر إيه إم ‏ CSR | كانيون–إس آر إيه إم ‏ CSR |
| ------------------------ | ------------------------ | ------------------------ |
| م                        | عداء                     | مرتبة                    |
| 1                        | Alex Morrice ‏            | 57                       |
| 2                        | كلو ديجيرت               | 2                        |
| 3                        | ثريا بالادين             | 9                        |
| 4                        | سارة روي                 | 53                       |
| 5                        | Alice Towers ‏ (طريق)     | 38                       |
| 6                        | Maike van der Duin ‏      | 22                       |

| FDJ–Suez ‏ FST | FDJ–Suez ‏ FST      | FDJ–Suez ‏ FST    |
| ------------- | ------------------ | ---------------- |
| م             | عداء               | مرتبة            |
| 11            | أوجيني دوفال       | 15               |
| 12            | إميليا فهلين       | 31               |
| 13            | Clara Copponi ‏     | 25               |
| 14            | Maëlle Grossetête ‏ | لم يكمل السباق-3 |
| 16            | غلاديس فيرهلست ‏    | لم يكمل السباق-1 |

| فريق كوجياس ميتلر لوك برو للدراجات ‏ CGS | فريق كوجياس ميتلر لوك برو للدراجات ‏ CGS | فريق كوجياس ميتلر لوك برو للدراجات ‏ CGS |
| --------------------------------------- | --------------------------------------- | --------------------------------------- |
| م                                       | عداء                                    | مرتبة                                   |
| 21                                      | Hannah Buch ‏                            | 72                                      |
| 22                                      | Fien Delbaere ‏                          | لم يكمل السباق-1                        |
| 23                                      | Maggie Coles-Lyster ‏ (طريق)             | 29                                      |
| 24                                      | كارولين باور (طريق)                     | 66                                      |
| 25                                      | Sofia Collinelli ‏                       | 47                                      |

| ليف ريسينغ ‏ LIV | ليف ريسينغ ‏ LIV   | ليف ريسينغ ‏ LIV  |
| --------------- | ----------------- | ---------------- |
| م               | عداء              | مرتبة            |
| 31              | Rachele Barbieri ‏ | 49               |
| 32              | إيفا بورمان       | 41               |
| 33              | Jeanne Korevaar ‏  | 58               |
| 34              | Silke Smulders ‏   | لم يكمل السباق-3 |
| 35              | ثاليتا دي جونج    | 23               |
| 36              | Katia Ragusa ‏     | 24               |

| فريق سنويب للسيدات ‏ DSM | فريق سنويب للسيدات ‏ DSM | فريق سنويب للسيدات ‏ DSM |
| ----------------------- | ----------------------- | ----------------------- |
| م                       | عداء                    | مرتبة                   |
| 51                      | Becky Storrie ‏          | لم يكمل السباق-1        |
| 52                      | فايفر جورجي             | 5                       |
| 53                      | Maeve Plouffe ‏          | 78                      |
| 54                      | Megan Jastrab ‏          | 71                      |
| 55                      | فرانشيسكا كوش ‏          | 62                      |
| 56                      | Charlotte Kool ‏         | 1                       |

| جامبو فيسما للسيدات ‏ TJV | جامبو فيسما للسيدات ‏ TJV | جامبو فيسما للسيدات ‏ TJV |
| ------------------------ | ------------------------ | ------------------------ |
| م                        | عداء                     | مرتبة                    |
| 61                       | Teuntje Beekhuis ‏        | 7                        |
| 63                       | آنا هندرسون              | 12                       |
| 64                       | Nienke Veenhoven ‏        | 81                       |
| 65                       | Noemi Rüegg ‏             | 8                        |
| 66                       | كارلين آختيريكته         | 20                       |

| Lidl–Trek (women's team) ‏ TFS | Lidl–Trek (women's team) ‏ TFS | Lidl–Trek (women's team) ‏ TFS |
| ----------------------------- | ----------------------------- | ----------------------------- |
| م                             | عداء                          | مرتبة                         |
| 71                            | Elynor Bäckstedt ‏             | 50                            |
| 72                            | إليسا بالسامو (طريق)          | لم يكمل السباق-1              |
| 73                            | لوسيندا براند                 | 21                            |
| 74                            | Lizzie Deignan                | 3                             |
| 75                            | Lauretta Hanson ‏              | 10                            |
| 76                            | ليزا كلاين                    | 39                            |

| يو أي أيه تيم ‏ UAD | يو أي أيه تيم ‏ UAD   | يو أي أيه تيم ‏ UAD |
| ------------------ | -------------------- | ------------------ |
| م                  | عداء                 | مرتبة              |
| 81                 | صوفيا بيرتيزولو      | لم يكمل السباق-2   |
| 82                 | كيارا كونسوني        | 43                 |
| 83                 | Laura Tomasi ‏        | 52                 |
| 84                 | Anna Trevisi ‏        | 54                 |
| 85                 | Karolina Kumięga ‏    | 36                 |
| 86                 | Eleonora Gasparrini ‏ | 4                  |

| فريق أونو إكس برو للدراجات للسيدات ‏ UXT | فريق أونو إكس برو للدراجات للسيدات ‏ UXT | فريق أونو إكس برو للدراجات للسيدات ‏ UXT |
| --------------------------------------- | --------------------------------------- | --------------------------------------- |
| م                                       | عداء                                    | مرتبة                                   |
| 91                                      | سوزان أندرسن                            | لم يكمل السباق-3                        |
| 92                                      | إلينور باركر                            | 27                                      |
| 93                                      | ماريا جوليا كونفالونيري                 | 35                                      |
| 94                                      | أمالي ديديريكسن                         | 44                                      |
| 95                                      | هانا بارنز                              | لم يكمل السباق-2                        |
| 96                                      | Amalie Lutro ‏                           | 70                                      |

| أيول أوشيه ‏ AWO | أيول أوشيه ‏ AWO          | أيول أوشيه ‏ AWO |
| --------------- | ------------------------ | --------------- |
| م               | عداء                     | مرتبة           |
| 101             | Jessica Finney ‏          | 55              |
| 102             | Cindy Pomares ‏           | 64              |
| 103             | Marine Guerin‏            | 79              |
| 104             | Francesca Morgans-Slader‏ | 89              |
| 105             | Connie Hayes‏             | 74              |
| 106             | Libby Smithson‏           | 73              |

| بيبينك ‏ BPK | بيبينك ‏ BPK         | بيبينك ‏ BPK |
| ----------- | ------------------- | ----------- |
| م           | عداء                | مرتبة       |
| 111         | Silvia Zanardi ‏     | 28          |
| 112         | Valentina Basilico ‏ | 32          |
| 113         | Giorgia Vettorello ‏ | 40          |
| 114         | Matilde Vitillo ‏    | 80          |
| 115         | Andrea Casagranda ‏  | 65          |
| 116         | Ziortza Isasi ‏      | 91          |

| Ceratizit Pro Cycling ‏ WNT | Ceratizit Pro Cycling ‏ WNT | Ceratizit Pro Cycling ‏ WNT |
| -------------------------- | -------------------------- | -------------------------- |
| م                          | عداء                       | مرتبة                      |
| 121                        | Laura Asencio ‏             | 45                         |
| 123                        | Arianna Fidanza ‏           | لم يكمل السباق-1           |
| 125                        | Cédrine Kerbaol ‏           | 6                          |
| 126                        | Lea Lin Teutenberg ‏        | 17                         |

| Cofidis Women Team ‏ COF | Cofidis Women Team ‏ COF  | Cofidis Women Team ‏ COF |
| ----------------------- | ------------------------ | ----------------------- |
| م                       | عداء                     | مرتبة                   |
| 131                     | Martina Alzini ‏          | 51                      |
| 132                     | Victoire Berteau ‏        | 11                      |
| 133                     | فالنتاين فورتين          | لم يكمل السباق-3        |
| 134                     | Flavie Boulais ‏          | 56                      |
| 135                     | Gabrielle Pilote Fortin ‏ | 68                      |
| 136                     | Josie Talbot ‏            | لم يكمل السباق-1        |

| كامز-تيفوسي ‏ DAS | كامز-تيفوسي ‏ DAS   | كامز-تيفوسي ‏ DAS |
| ---------------- | ------------------ | ---------------- |
| م                | عداء               | مرتبة            |
| 141              | Danielle Shrosbree‏ | 76               |
| 142              | Sophie Lewis ‏      | 85               |
| 143              | Monica Greenwood ‏  | 26               |
| 144              | Samantha Stuart‏    | 87               |
| 145              | Grace Lister ‏      | 42               |
| 146              | Emma Jeffers‏       | 84               |

| دروبز ‏ DRP | دروبز ‏ DRP                 | دروبز ‏ DRP       |
| ---------- | -------------------------- | ---------------- |
| م          | عداء                       | مرتبة            |
| 151        | Typhaine Laurance ‏         | 77               |
| 152        | Maddie Leech ‏              | 67               |
| 153        | Kate Richardson (cyclist) ‏ | لم يكمل السباق-1 |
| 154        | Kaja Rysz ‏                 | 16               |
| 155        | April Tacey ‏               | 30               |
| 156        | Eluned King ‏               | 88               |

| باركهوتل فالكنبورغ ‏ PHV | باركهوتل فالكنبورغ ‏ PHV | باركهوتل فالكنبورغ ‏ PHV |
| ----------------------- | ----------------------- | ----------------------- |
| م                       | عداء                    | مرتبة                   |
| 161                     | Marith Vanhove ‏         | 63                      |
| 162                     | كيرستي فان هافتن        | 18                      |
| 163                     | Sofie van Rooijen ‏      | 60                      |
| 164                     | Scarlett Souren ‏        | 75                      |
| 165                     | Lisa Van Helvoirt‏       | 90                      |
| 166                     | Nicole Frain ‏           | 46                      |

| St. Michel–Preference Home–Auber93 (women's team) ‏ AUB | St. Michel–Preference Home–Auber93 (women's team) ‏ AUB | St. Michel–Preference Home–Auber93 (women's team) ‏ AUB |
| ------------------------------------------------------ | ------------------------------------------------------ | ------------------------------------------------------ |
| م                                                      | عداء                                                   | مرتبة                                                  |
| 171                                                    | Alison Avoine ‏                                         | لم يكمل السباق-1                                       |
| 172                                                    | Simone Boilard ‏                                        | 13                                                     |
| 173                                                    | Célia Le Mouel ‏                                        | 48                                                     |
| 174                                                    | Coralie Demay ‏                                         | 19                                                     |
| 175                                                    | روكسان فورنييه                                         | 14                                                     |
| 176                                                    | Margot Pompanon ‏                                       | 59                                                     |

| تيم كوب هايتك بوردكتس ‏ HPU | تيم كوب هايتك بوردكتس ‏ HPU | تيم كوب هايتك بوردكتس ‏ HPU |
| -------------------------- | -------------------------- | -------------------------- |
| م                          | عداء                       | مرتبة                      |
| 181                        | جيسيكا روبرتس              | 61                         |
| 182                        | Josie Nelson ‏              | لم يكمل السباق-1           |
| 183                        | Sylvie Swinkels ‏           | 69                         |
| 184                        | Georgia Danford‏            | 86                         |
| 185                        | NOR                        | لم يكمل السباق-1           |
| 186                        | Lucie Jounier ‏             | 33                         |

| Torelli (cycling team) ‏ TOR | Torelli (cycling team) ‏ TOR | Torelli (cycling team) ‏ TOR |
| --------------------------- | --------------------------- | --------------------------- |
| م                           | عداء                        | مرتبة                       |
| 191                         | Hanna Johansson (cyclist) ‏  | 82                          |
| 192                         | Karolina Karasiewicz ‏       | 83                          |
| 193                         | Hayley Preen ‏               | 37                          |
| 194                         | Morven Yeoman‏               | لم يكمل السباق-2            |
| 195                         | Amalie Winther ‏             | لم يكمل السباق-3            |
| 196                         | Camilla Rånes Bye‏           | 34                          |

## التصنيف العام النهائي
| التصنيف العام | التصنيف العام        | التصنيف العام             | التصنيف العام | التصنيف العام |
| المتسابقة     | المتسابقة            | الفريق                    | الوقت         |               |
| ------------- | -------------------- | ------------------------- | ------------- | ------------- |
| 1             | Charlotte Kool ‏      | فريق سنويب للسيدات ‏       | 9 س 34 د 41 ث |               |
| 2             | كلو ديجيرت           | كانيون–إس آر إيه إم ‏      | + 11 ث        |               |
| 3             | Lizzie Deignan       | Lidl–Trek (women's team) ‏ | + 15 ث        |               |
| 4             | Eleonora Gasparrini ‏ | يو أي أيه تيم ‏            | + 22 ث        |               |
| 5             | فايفر جورجي          | فريق سنويب للسيدات ‏       | + 24 ث        |               |
| 6             | Cédrine Kerbaol ‏     | Ceratizit Pro Cycling ‏    | + 25 ث        |               |
| 7             | Teuntje Beekhuis ‏    | جامبو فيسما للسيدات ‏      | + 25 ث        |               |
| 8             | Noemi Rüegg ‏         | جامبو فيسما للسيدات ‏      | + 25 ث        |               |
| 9             | ثريا بالادين         | كانيون–إس آر إيه إم ‏      | + 36 ث        |               |
| 10            | Lauretta Hanson ‏     | Lidl–Trek (women's team) ‏ | + 38 ث        |               |
|               |                      |                           |               |               |
|               |                      |                           |               |               |

### تصنيف النقاط
| تصنيف النقاط | تصنيف النقاط              | تصنيف النقاط              | تصنيف النقاط | تصنيف النقاط |
| المتسابقة    | المتسابقة                 | الفريق                    | النقاط       |              |
| ------------ | ------------------------- | ------------------------- | ------------ | ------------ |
| 1            | Charlotte Kool ‏           | فريق سنويب للسيدات ‏       | 30 نقطة      |              |
| 2            | كلو ديجيرت                | كانيون–إس آر إيه إم ‏      | 24 نقطة      |              |
| 3            | Lizzie Deignan            | Lidl–Trek (women's team) ‏ | 14 نقطة      |              |
| 4            | Maike van der Duin ‏       | كانيون–إس آر إيه إم ‏      | 12 نقطة      |              |
| 5            | Clara Copponi ‏            | FDJ–Suez ‏                 | 12 نقطة      |              |
| 6            | ثريا بالادين              | كانيون–إس آر إيه إم ‏      | 10 نقطة      |              |
| 7            | Eleonora Gasparrini ‏      | يو أي أيه تيم ‏            | 7 نقطة       |              |
| 8            | Victoire Berteau ‏         | Cofidis Women Team ‏       | 4 نقطة       |              |
| 9            | April Tacey ‏              | دروبز ‏                    | 4 نقطة       |              |
| 10           | Francesca Morgans-Slader ‏ | أيول أوشيه ‏               | 4 نقطة       |              |
|              |                           |                           |              |              |
|              |                           |                           |              |              |

### تصنيف الجبال
| تصنيف الجبال | تصنيف الجبال               | تصنيف الجبال              | تصنيف الجبال | تصنيف الجبال |
| المتسابقة    | المتسابقة                  | الفريق                    | النقاط       |              |
| ------------ | -------------------------- | ------------------------- | ------------ | ------------ |
| 1            | Hanna Johansson (cyclist) ‏ | Torelli (cycling team) ‏   | 8 نقطة       |              |
| 2            | ثريا بالادين               | كانيون–إس آر إيه إم ‏      | 8 نقطة       |              |
| 3            | أوجيني دوفال               | FDJ–Suez ‏                 | 6 نقطة       |              |
| 4            | Jessica Finney ‏            | أيول أوشيه ‏               | 4 نقطة       |              |
| 5            | Typhaine Laurance ‏         | دروبز ‏                    | 4 نقطة       |              |
| 6            | Francesca Morgans-Slader ‏  | أيول أوشيه ‏               | 4 نقطة       |              |
| 7            | Lauretta Hanson ‏           | Lidl–Trek (women's team) ‏ | 2 نقطة       |              |
| 8            | إميليا فهلين               | FDJ–Suez ‏                 | 2 نقطة       |              |
| 9            | آنا هندرسون                | جامبو فيسما للسيدات ‏      | 1 نقطة       |              |
| 10           | Nicole Frain ‏              | باركهوتل فالكنبورغ ‏       | 1 نقطة       |              |
|              |                            |                           |              |              |
|              |                            |                           |              |              |

## تصنيف الفرق

### الفرق حسب الوقت
| تصنيف الفرق حسب الوقت | تصنيف الفرق حسب الوقت                              | تصنيف الفرق حسب الوقت | تصنيف الفرق حسب الوقت |
| الفريق                | الفريق                                             | الوقت                 |                       |
| --------------------- | -------------------------------------------------- | --------------------- | --------------------- |
| 1                     | جامبو فيسما للسيدات ‏                               | 28 س 45 د 48 ث        |                       |
| 2                     | Lidl–Trek (women's team) ‏                          | + 18 ث                |                       |
| 3                     | كانيون–إس آر إيه إم ‏                               | + 47 ث                |                       |
| 4                     | St. Michel–Preference Home–Auber93 (women's team) ‏ | + 1 د 00 ث            |                       |
| 5                     | FDJ–Suez ‏                                          | + 4 د 10 ث            |                       |
| 6                     | ليف ريسينغ ‏                                        | + 4 د 18 ث            |                       |
| 7                     | Ceratizit Pro Cycling ‏                             | + 4 د 28 ث            |                       |
| 8                     | Cofidis Women Team ‏                                | + 7 د 09 ث            |                       |
| 9                     | يو أي أيه تيم ‏                                     | + 7 د 50 ث            |                       |
| 10                    | فريق أونو إكس برو للدراجات للسيدات 2023 ‏           | + 7 د 57 ث            |                       |
|                       |                                                    |                       |                       |
|                       |                                                    |                       |                       |

## تصانيف فرعية

### تصنيف أفضل شاب
| تصنيف أفضل شابة | تصنيف أفضل شابة      | تصنيف أفضل شابة                                    | تصنيف أفضل شابة | تصنيف أفضل شابة |
| المتسابقة       | المتسابقة            | الفريق                                             | الوقت           |                 |
| --------------- | -------------------- | -------------------------------------------------- | --------------- | --------------- |
| 1               | Eleonora Gasparrini ‏ | يو أي أيه تيم ‏                                     | 9 س 35 د 03 ث   |                 |
| 2               | فايفر جورجي          | فريق سنويب للسيدات ‏                                | + 2 ث           |                 |
| 3               | Cédrine Kerbaol ‏     | Ceratizit Pro Cycling ‏                             | + 3 ث           |                 |
| 4               | Noemi Rüegg ‏         | جامبو فيسما للسيدات ‏                               | + 3 ث           |                 |
| 5               | Victoire Berteau ‏    | Cofidis Women Team ‏                                | + 30 ث          |                 |
| 6               | Simone Boilard ‏      | St. Michel–Preference Home–Auber93 (women's team) ‏ | + 33 ث          |                 |
| 7               | Maike van der Duin ‏  | كانيون–إس آر إيه إم ‏                               | + 51 ث          |                 |
| 8               | Silvia Zanardi ‏      | بيبينك ‏                                            | + 4 د 10 ث      |                 |
| 9               | April Tacey ‏         | دروبز ‏                                             | + 4 د 10 ث      |                 |
| 10              | Valentina Basilico ‏  | بيبينك ‏                                            | + 4 د 13 ث      |                 |
|                 |                      |                                                    |                 |                 |
|                 |                      |                                                    |                 |                 |